# Châtelus, Loire
Châtelus là một xã trong tỉnh Loire miền trung nước Pháp.